# Kořenové nadtěleso
Kořenové nadtěleso je pojem z matematiky, z abstraktní algebry. Pro těleso {\displaystyle T} a mnohočlen {\displaystyle p(x)} z polynomiálního okruhu {\displaystyle T[x]} se jím rozumí nadtěleso tělesa {\displaystyle T} generované  kořenem polynomu {\displaystyle p(x)}.
Jednoduchým příkladem je těleso komplexních čísel, které je kořenovým nadtělesem tělesa reálných čísel a mnohočlenu {\displaystyle x^{2}+1}.  V tomto případě navíc kořenové nadtěleso obsahuje všechny kořeny polynomu, jedná se tedy o rozkladové těleso.
To ovšem není pravidlem, například máme-li těleso racionálních čísel {\displaystyle \mathbb {Q} } a polynom {\displaystyle p(x)=x^{3}-2}, pak kořenové nadtěleso {\displaystyle \mathbb {Q} \left[{\sqrt[{3}]{2}}\right]} neobsahuje zbylé dva kořeny polynomu {\displaystyle p}.